# یارعلی سفلی
یارعلی سفلی ، روستایی از توابع بخش مرکزی شهرستان دلفان در استان لرستان ایران است.

## جمعیت
از روستاهای طایفه چواری در دلفان روستای یارعلی را می توان نام برد.این روستا قدمتی بسیار دارد.دارای تپه ای باستانی بوده و در شیب کنار تپه قبرهایی بسیار قدیمی یافت می شود.در ضلع پایین روستا قبرستان قدیمی و در پشت روستا قبرستانی متعلق به یکصد سال اخیر به چشم می خورد.جمعیتی حدود 500 نفر دارد که به شهر نوراباد مهاجرت نمودند.یارعلی از روستای با وسعت بالای چواری است.و از دو ده گلان و شعبان تشکیل یافته است.این روستا پل ارتباطی طایفه چواری با سنجابی است.این روستا در مسیر جاده شاهی قرار داشته است.مردمی شجاع و خونگرم داشته و دارای چشمه بنام کلان می باشد.
وجود چشمه کلان در برابر کوه کنی کلان با ارتفاع 3100 متر که از بلندترین قله های کوهستان گرین می باشد جالب توجه است.
آب روستا از قنات یارعلی با قدمت چندین قرن تأمین می شود. در کتاب هزارسال گمگشتگی نوشته سید حشمت موسوی یاد شده که باباطاهر به همراه بابابزرگ لرستانی و فاطمه لره به محضر پیرشان شاه خوشین  ملقب به مبارکشاه لرستانی رسیدند.فاطمه لره از یاران و مریدان شاه خوشین از روستای یارعلی چواری معروف به لرل بوده است